# 美國地震列表
- 本條目介紹的是美國曾經發生過的地震：

- 1663年夏利華地震（震央在加拿大魁北克接近美國新英格蘭州）
- 1700年卡斯卡迪亞地震（震央在華盛頓，奧勒岡州）
- 1805年凱普奧恩地震（震央在麻薩諸塞州）
- 1811-1812年新馬德里地震（震央在密蘇里州）
- 1857年福特泰茹恩地震（震央在加利福尼亞州南部）
- 1867年曼哈頓地震（震央在堪薩斯州）
- 1868年夏威夷地震
- 1868海沃德地震（震央在灣區，加州）
- 1872年北瀑布地震（震央在華盛頓州）
- 1872年孤松地震（震央在塞拉山脈，加利福尼亞州）
- 1886年查爾斯頓地震（震央在南卡羅來納州）
- 1906年舊金山大地震（震央在灣區，加州）
- 1909年瓦巴什里弗地震（震央在印第安納州）
- 1915年歡樂谷地震（震央在內華達州）
- 1925年夏利華Kamouraska地震（震央在加拿大魁北克接近美國新英格蘭州）
- 1931年情人節地震（震央在德克薩斯州）
- 1933年長灘地震（震央在加利福尼亞州）
- 1935年海倫娜地震（震央在蒙大拿州）
- 1940年新罕布什爾州地震
- 1946年阿留申群島地震（震央在阿拉斯加州）
- 1947年威斯康辛州地震
- 1948年沙漠溫泉大地震（震央在加利福尼亞州南部）
- 1949年奧林匹亞地震（震央在華盛頓州）
- 1952年克恩縣地震（震央在加利福尼亞州南部）
- 1957年安德烈亞諾夫群島大地震（震央在阿拉斯加州）
- 1959年黃石地震（震央在蒙大拿州，懷俄明州）
- 1964年阿拉斯加大地震
- 1965年鼠群島地震（震央在阿拉斯加州）
- 1965年奧林匹亞地震（震央在華盛頓州）
- 1968年伊利諾伊州地震
- 1969年聖羅莎地震（震央在加利福尼亞州）
- 1971年聖費爾南多地震（震央在加利福尼亞州南部）
- 1975年莫里斯地震（震央在明尼蘇達州）
- 1983年靈加地震（震央在加利福尼亞州中部）
- 1983年博拉山頂地震（震央在愛達荷州）
- 1984年摩根山地震（震央在灣區，加州）
- 1987年惠蒂爾納羅斯地震（震央在加利福尼亞州）
- 1989年洛馬普里塔地震（震央在灣區，加州）
- 1992年佛得角门多西诺地震（震央在加利福尼亞州）
- 1992年蘭德斯地震（震央在加利福尼亞州南部）
- 1992年熊大地震（震央在加利福尼亞州南部）
- 1993年斯科特米爾斯地震（震央在奧勒岡州）
- 1994年北嶺地震（震央在加利福尼亞州南部）
- 1995年馬拉松地震（震央在德克薩斯州）
- 1996年杜瓦爾地震（震央在華盛頓州）
- 1998年派馬蒂尤寧地震（震央在賓夕法尼亞州）
- 1999年赫克托礦震（震央在內陸，下加利福尼亞州）
- 2001年尼斯闊利地震（震央在華盛頓州）
- 2002年迪納利地震（震央在阿拉斯加州）
- 2003年阿拉巴馬州地震
- 2003年弗吉尼亞級地震
- 2003年經西米恩地震（震央在中央加利福尼亞州）
- 拉薩爾縣2004年伊利諾伊州地震
- 2006年墨西哥灣地震（震央在南阿拉巴馬州，佛羅里達州西）
- 2006年夏威夷地震
- 2007年奧盧姆羅克地震（震央在灣區，加州）
- 2007年安德烈亞諾夫群島地震（震央在阿拉斯加州）
- 2008年伊利諾伊州地震
- 2008年奇諾崗地震（震央在加利福尼亞州南部）
- 2009年英格爾伍德地震（震央在加利福尼亞州南部）
- 2010年尤里卡地震（震央在加利福尼亞州）
- 2010年伊利諾伊州地震
- 2010年地震微微里維拉
- 2010年南下加利福尼亞州地震（震央在墨西哥加利福尼亞南部附近）
- 2010年博雷戈斯普林斯地震（震央在加利福尼亞州南部）
- 2010年波托馬克 -謝南多厄地震（震央在馬里蘭州，弗吉尼亞州，區）
- 2010年印第安納地震
- 2011年2月中央阿肯色地震
- 2011年科羅拉多州地震:發生5.3級地震
- 2011年美東維吉尼亞州地震:發生5.8級地震
- 2011年阿拉斯加州地震:發生6.8地震
- 2011年維吉尼亞州地震
- 2014年加利福尼亞州西岸海域地震:發生7.0級地震
- 2017年阿留申群島海底地震：發生7.8級地震
- 2019年里奇克莱斯特地震：兩天內發生6.4級和7.1級地震
- 2022年加利福尼亞洲西北部沿海地震：發生6.4級地震
- 2024年新泽西州地震：发生4.8级地震[1]